# Ivan Kukuljević Sakcinski

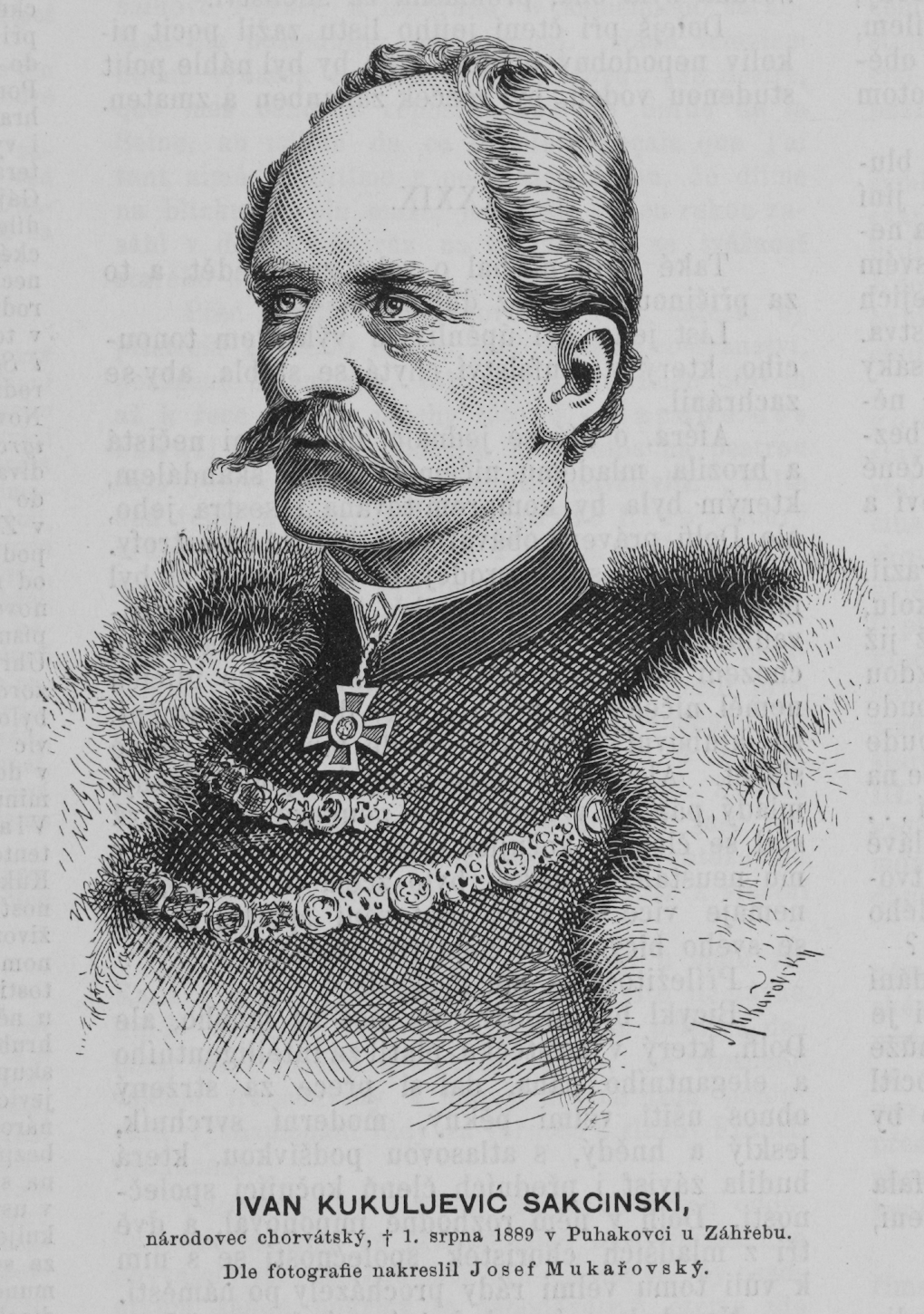
Ivan Kukuljević Sakcinski (1889)

Ivan Kukuljević Sakcinski, född 29 maj 1816 i Varaždin, död 1 augusti 1889 i Puhakovec, Hrvatsko zagorje, var en kroatisk poet och historieskrivare. 
Kukuljević Sakcinski härstammade från en ursprungligen italiensk släkt Bassani de Sacci, som på 1400-talet inflyttade till Kroatien. Han började som vitter författare med historiska noveller Različita djela (fyra band, 1842–47) samt skrev det första kroatiska dramat Juran i Sofija (1839) och Poturica (1867). I diktsamlingen Slavjanke (1848, omarbetad 1874 under titeln Povjestne pjesme) upptog han Ján Kollárs panslavistiska idéer. Vid lantdagen 1843 var han den förste kroatiske politiker, som i sina tal vågade använda kroatiskan i stället för latinet. Han deltog livligt i 1848–49 års nationella rörelser, men drog sig sedan tillbaka från det politiska livet, grundlade 1850 den historiska föreningen Društvo za povjestnicu jugoslavensku och blev redaktör för dess 1851–75 utkomna tolv band "Arkiv". Åren 1861–67 var han chef för Zagrebs komitat och blev 1865 banens ställföreträdare. Han deltog i inrättandet av Sydslaviska akademien 1867 och var till sin död president för litteraturföreningen Matica Hrvatska och kroatiska arkeologiska sällskapet. 
Bland hans många lärda skrifter märks Jura regni Croatiæ Slavoniæ et Dalmatiæ (1861), Monumenta Slavorum meridionalium, acta croatica (1863), Codex diplomaticus regni Croatiæ etc. (1874–75), Regesta documentorum regni Croatiæ etc., Bibliografia hrvatska (1860), Pjesnici hrvatski XV. i XVI. vieka (Kroatiska skalder i 15:e och 16:e århundradena, 1856–58), ett kroatiskt konstnärslexikon, Slovnik umjetnikach jugoslavenskich (1858–60, fyra delar, ofullbordat) och det biografiska verket Glasoviti Hrvati (1886). Efter hans död utgavs 1891 ett arbete om kyrkliga inskriptioner i Kroatien under medel- och nya tiden, Nadpisi sredovječni i novovjeki na erkvah n Hrvatskoj i Slavoniji.